# Mary Shelley
Mary Wollstonecraft Shelley (London, 30. kolovoza 1797. – London, 1. veljače 1851.), engleska književnica. Autorica je gotskog romana Frankenstein ili moderni Prometej (Frankenstein; or, The Modern Prometheus) koji se smatra ranim primjerom djela znanstvene fantastike. Također je uređivala i promicala radove svog supruga, romantičnog pjesnika i filozofa Percyja Bysshea Shelleyja. Njezin otac bio je politički filozof William Godwin, a majka filozofkinja i feministička aktivistica Mary Wollstonecraft.

## Životopis
Maryina je majka umrla nedugo nakon njenog rođenja. Odgojio ju je otac koji joj je priskrbio bogato iako neformalno obrazovanje, podupirući ju u držanju njegovim anarhističkim političkim teorijama. Kada joj je bilo četiri godine, njezin otac se oženio susjedom Mary Jane Clairmont s kojom je imala burne odnose.
1814. godine Shelley započinje romantične odnose s jednim od očevih političkih sljedbenika Percyjem Bysshem Shelleyjem koji je već bio oženjen. Zajedno s polusestrom Claire Clairmont i Percyjem zaputila se u Francusku i putovala Europom. Povratkom u Englesku bila je trudna s Percyjevim djetetom. Iduće dvije godine oboje su se suočavali s ostracizmom, neprestanim dužništvom i smrću kćeri nedonoščeta. Vjenčali su se kasne 1816 nakon samoubojstva Percyjeve prve supruge Harriet.
Mary, Percy i Claire, kojima su se pridružili književnici George Gordon Byron i John William Polidori, zajedno su proveli ljeto godine bez ljeta 1816. u blizini Ženevskog jezera, gdje je Mary začela ideju za svoj roman Frankenstein. 1818. Shelleyjevi odlaze u Italiju gdje im umiru drugo i treće, a zatim rađa jedino preživjelo dijete Percy Florence Shelley. Suprug joj pogiba 1822. utopivši se kada mu je brod potonuo za vrijeme oluje u blizini mjesta Viareggio. Godinu kasnije Shelley se vraća u Englesku i posvećuje se odgajanju sina i izgradnji karijere profesionalne spisateljice. U posljednjem desetljeću života progonila ju je bolest, vjerojatno uzrokovana tumorom na mozgu, od kojega je umrla u 53. godini života.
Mary je bila veoma načitana žena, što se u mnogim motivima njenih romana oslikava. Smrt njenog supruga bio je također povod pisanju romana The Last Man (Posljednji čovjek) (1826.). U svojim romanima obrađivala je kako svoje tako i doživljaje iz kruga svojih prijatelja.

## Djela
- 1817. History of a Six Weeks’ Tour Through a Part of France, Switzerland, Germany and Holland
- 1818. Frankenstein or The Modern Prometheus (Frankenstein ili moderni Prometej)
- 1823. Valperga or The Life and Adventures of Castrussio, Price of Lucca
- 1826. The Last Man (Posljednji čovjek)
- 1830. The Fortunes of Perkin Warbeck
- 1844. Rambles in Germany and Italy in 1840, 1842 and 1843

## Vanjske poveznice
- Mary Wollstonecraft Shelley — na Projektu Gutenberg